# Villers-Saint-Genest
Villers-Saint-Genest är en kommun i departementet Oise i regionen Hauts-de-France i norra Frankrike. Kommunen ligger i kantonen Betz som tillhör arrondissementet Senlis. År 2022 hade Villers-Saint-Genest 388 invånare.

## Befolkningsutveckling
Antalet invånare i kommunen Villers-Saint-Genest
| Referens: INSEE |